# Drosophila cundinamarca
Drosophila cundinamarca este o specie de muște din genul Drosophila, familia Drosophilidae, descrisă de Vilela și Bachli în anul 2000.
Este endemică în Columbia. Conform Catalogue of Life specia Drosophila cundinamarca nu are subspecii cunoscute.